# Arthur Horwich
Arthur L. Horwich (né en 1951) est un biologiste américain et Sterling Professor (en) de génétique et pédiatrie à l'école de médecine (en) de l'université Yale,. Horwich travaille également pour l’Howard Hughes Medical Institute depuis 1990. Ses recherches sur le repliement des protéines ont permis la découverte de l'action des protéines chaperons, protéines complexes qui aident au repliement des autres protéines. Horwich a publié les résultats de ses premiers travaux en 1989.

## Sources
- (en) Cet article est partiellement ou en totalité issu de l’article de Wikipédia en anglais intitulé « Arthur L. Horwich » (voir la liste des auteurs).